# Heilige Familiekerk (Willebroek)

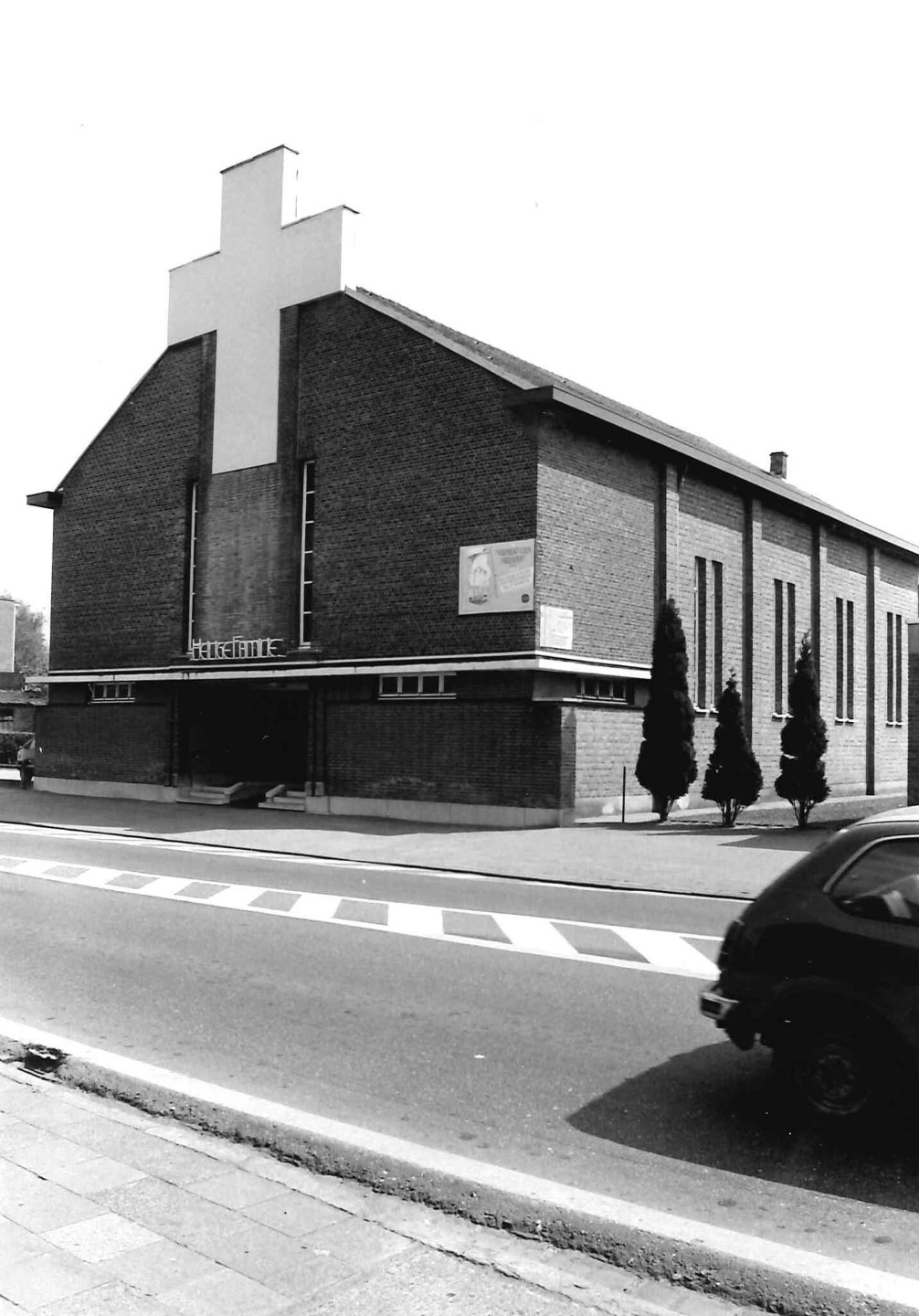
Heilige Familiekerk

De Heilige Familiekerk was een rooms-katholiek kerkgebouw in de Antwerpse plaats Willebroek, gelegen aan de Dendermondsesteenweg.
Het betrof een noodkerk die in 1932 werd gebouwd voor de nieuw opgerichte Heilige Familieparochie. Architect was Jan Van De Vondel. Het was een eenvoudige bakstenen zaalkerk op rechthoekige plattegrond onder zadeldak met aan de voorgevel een buitenproportioneel groot kruis. De kerk bezat geen toren.
Tot de bouw van een definitieve kerk kwam het niet. In 2011 fuseerden de drie binnenstadsparochies van Willebroek en werd de kerk afgestoten. Na verkoop werd de kerk gesloopt en er kwamen woningen voor in de plaats.